# Observatórios de Mauna Kea

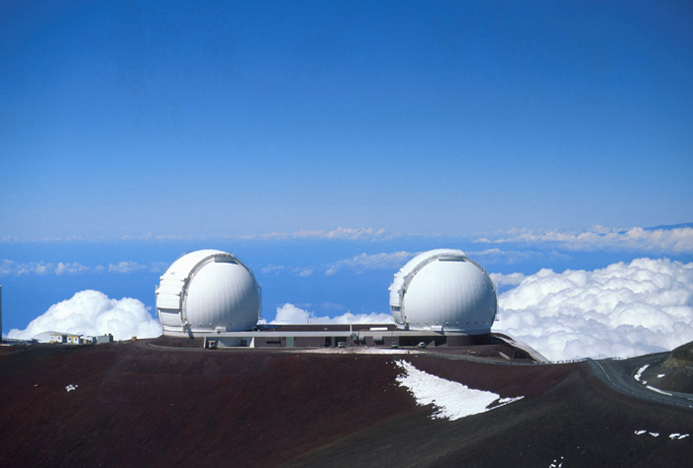
Mauna Kea é um dos mais importantes locais de astronomia terrestres do mundo.

Os Observatórios de Mauna Kea (MKO) são uma coleção independente de instalações de pesquisa astronômica localizadas no cume do Mauna Kea na Grande Ilha do Arquipélago do Havaí, EUA. As instalações estão localizadas em 500 acres (2,0 km2) zona terra de uso especial conhecida como o "Astronomia Precinct", que está localizado no Mauna Kea Science Reserve. O Astronomy Precinct foi criada em 1967 e está localizado em terras protegidas pela lei de preservação histórica por sua importância para a cultura havaiana.
A localização é ideal por causa de seus céus escuros, boa visão astronômica, baixa umidade e posição acima na maior parte do vapor de água na atmosfera, o ar limpo, bom tempo e localização quase equatorial.

## Telescópios

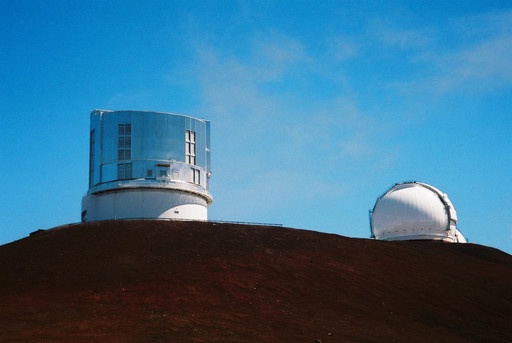
O Telescópio Subaru e o Telescópio Keck I

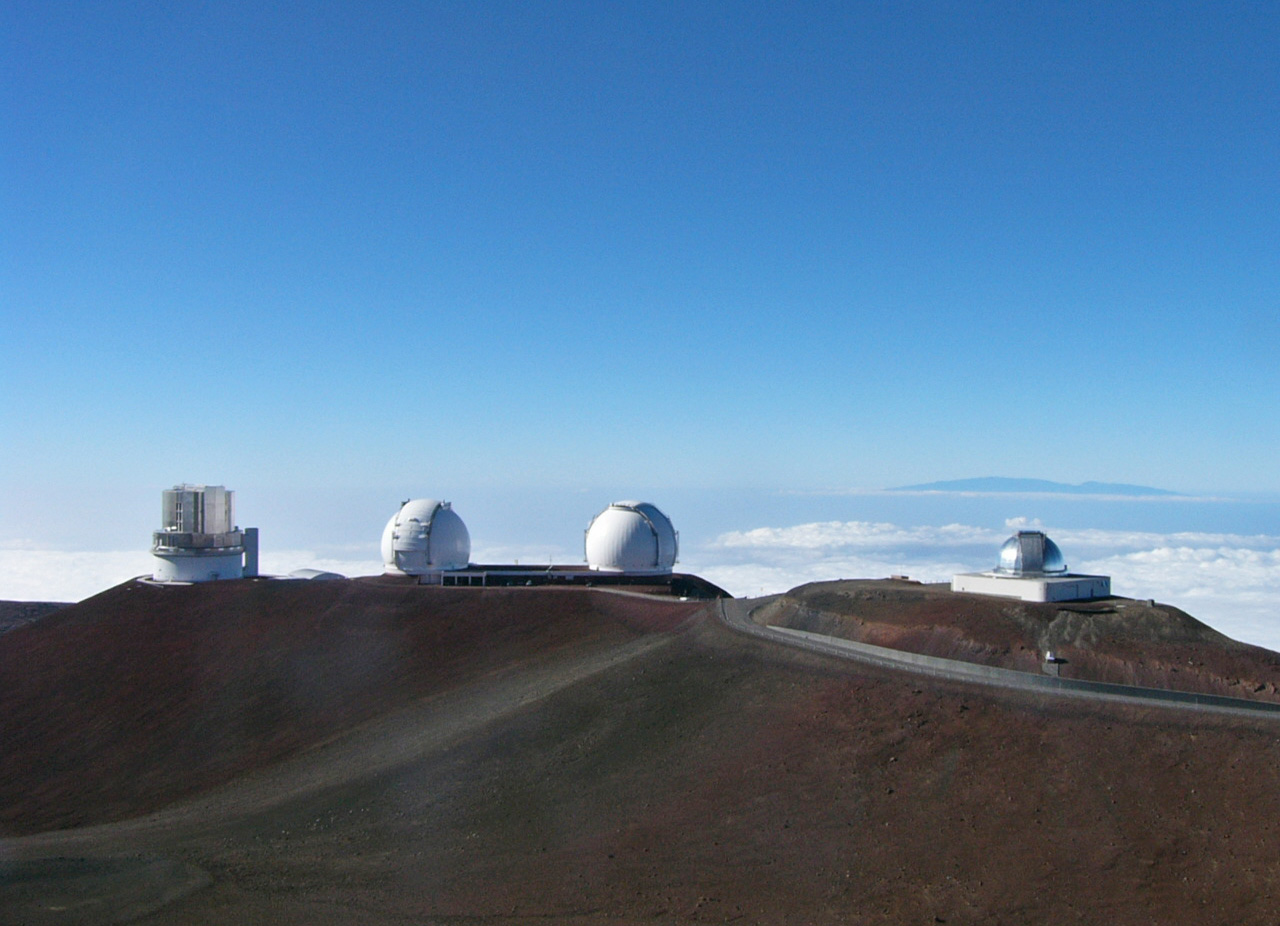
O Telescópio Subaru, os Telescópios Keck I e II, e o NASA Infrared Telescope Facility

Os telescópios encontrados no cume do Mauna Kea são financiados por agências governamentais de várias nações. A própria Universidade do Havaí administra diretamente dois telescópios. No total, há doze instalações que alojam treze telescópios ou em torno do cume do Mauna Kea. Ele também será o local do Telescópio de Trinta Metros e é um local proposto para o Pan-STARRS.
- Observatório Caltech Submillimeter: Caltech
- Telescópio Canadá-França-Havaí: Canadá, França, Universidade do Havaí
- Telescópio Gemini Norte: Estados Unidos, Reino Unido, Canadá, Chile, Austrália, Brasil, Argentina
- NASA Infrared Telescope Facility: NASA
- Telescópio James Clerk Maxwell: China, Japão, Coreia do Sul, Taiwan, Reino Unido, Canadá
- Telescópio Subaru: Observatório Astronômico Nacional do Japão
- Submillimeter Array: Taiwan, Estados Unidos
- Telescópio Infravermelho do Reino Unido: Centro de Tecnologia Avançada da Lockheed Martin, da Universidade do Havaí, da Universidade do Arizona
- Telescópio de 88 polegadas (2,2 metros) da Universidade do Havaí: Universidade do Havaí
- Telescópio de 36 polegadas (910 mm) da Universidade do Havaí: Universidade do Havaí em Hilo
- Um receptor do Very Long Baseline Array: Estados Unidos
- Observatório W. M. Keck: Associação da Califórnia para a pesquisa em Astronomia

O Observatório Caltech Submillimeter, o Telescópio Infravermelho do Reino Unido e o Telescópio de 88 polegadas (2,2 metros) da Universidade do Havaí estão programados para ser desativados, como parte do Plano de Gestão Abrangente de Mauna Kea.